# Dalutan Island
Dalutan Island ist eine Insel der Provinz Biliran auf den Philippinen. Sie liegt etwa 8 km vor der Nordküste der Insel Leyte, 4 km westlich von Biliran und 9 km östlich der Insel Higatangan, im Süden der Samar-See. Die Insel ist unbewohnt und wird von der Großraumgemeinde Almeria verwaltet.
Dalutan Island ist durch tektonische Kräfte entstanden und hat die Form eines Bisons. Die Insel ist mit dichter, tropischer Vegetation bewachsen, die hauptsächlich aus Kokos-, Nipapalmen und im Inselinneren aus dem Ipil-ipil Baum besteht. An der Ostküste liegt ein langer weißer Sandstrand, die restlichen Küstenformationen bestehen aus exotischen Felsformationen und Kiesstränden. Die Insel wird als Naturschönheit von der Tourismusbehörden der Provinz Biliran beworben, ist bisher aber vom Massentourismus verschont geblieben.
Dalutan Island kann vom Agta Point in der Gemeinde Almeria aus erreicht werden. Die Fahrt mit dem Auslegerboot dauert ca. 20 Minuten.